# Primo Magnani
Primo Magnani (Milano, 31 marzo 1892 – Milano, 17 giugno 1969) è stato un pistard italiano, fu medaglia d'oro olimpica nel 1920 nell'inseguimento a squadre.
Non ebbe altri risultati di rilievo oltre la medaglia olimpica.
Riposa al Cimitero Maggiore di Milano, ove in seguito i resti sono stati tumulati in una celletta.

## Palmarès
- 1920

Giochi olimpici, Inseguimento a squadre (con Arnaldo Carli, Ruggero Ferrario e Franco Giorgetti)

## Piazzamenti

### Competizioni mondiali
- Giochi olimpici

Anversa 1920 - Inseguimento a squadre: vincitore